# Expédition de Médéa (1831)
Pour les articles homonymes, voir Expédition de Médéa.
Conquête de l'Algérie par la France
L’expédition de Médéa de 1831, durant la conquête de l'Algérie par la France oppose, en juin et juillet 1831, les troupes françaises commandées par le général Berthezène aux troupes Kouloughlis de l'Empire ottoman.

## Préambule
Dans les premiers mois de 1831, en l'absence de troupes françaises, les populations du Titteri ne tardèrent pas à méconnaitre l'autorité de Mustapha Ben-Omar, le bey installé par la France. Un des fils de Mostéfa Boumezrag, l'ancien bey, avait été autorisé, début février 1831, à retourner à Médéa. Il profita de cette occasion pour se mettre à la tête d'un parti puissant, dont les intrigues et les oppositions allèrent jusqu'à obliger Mustapha Ben-Omar à se renfermer chez lui, sous la garde de quelques habitants. Réduit à cette extrémité, celui-ci écrivit, en juin 1831, au général Berthezène, qui avait remplacé le général Clauzel, que sa position n'était plus tenable, et réclama le secours de l'armée française.

Le 25 juin 1831, le général Berthezène partit d'Alger avec 2 brigades afin de mater les tribus Kouloughlis qui s'étaient soulevées.

## L'expédition
Le 25 juin, la colonne se trouve en avant d'Oued El Kerma, le 26 elle campe en avant de Boufarik, et le 27 à la ferme de Mouzaïa où un bataillon du 50e de ligne resta en poste.

Le corps d'armée franchit le col de Mouzaïa, enjeu d'un combat l'année précédente, le 28 juin et laissant un bataillon du 20e régiment d'infanterie de ligne sur place, et arrive au soir à Zemboudj-Azahra où il est accueilli par quelques coups de fusil. Puis, il arrive à Médéa le 29, que les Turcs et les Kouloughlis avaient abandonnée, mais défendue encore par quelques cavaliers rapidement chassés par 12e régiment de chasseurs à cheval.
Voulant châtier leur révolte, le général Pierre Berthezène se dirige, le 1er juillet sur la montagne d'Aouarah.